# Bilingual (Album)
Bilingual ist das sechste Studioalbum der Pet Shop Boys. Es erschien am 2. September 1996 bei Parlophone.

## Entstehung und Rezeption
Die Stücke wurden hauptsächlich von Neil Tennant und Chris Lowe geschrieben. Die Musik von Se a vida é (That’s the Way Life Is) entstand unter Mitwirkung von Nego Do Barbalho, für It Always Comes as a Surprise wurde ein Sample von Stan Getz verwendet. Die Aufnahmen fanden in New York und Moskau statt.
Im Jahr 1997 wurde eine Special Edition mit Remixes auf einer Bonus-CD veröffentlicht. Die 2001 erschienene, remasterte Version enthält die Bonus-CD Further Listening 1995–1997 mit alternativen Versionen und unveröffentlichten Songs.
Das Album weist Einflüsse aus der lateinamerikanischen Musik auf. Neil Tennant beschrieb dies als Reaktion auf den Boom des Britpop und als Ausdruck seiner Ansicht, dass die Pet Shop Boys eine internationale Band seien.

## Titelliste

### Bilingual
1. „Discoteca“ – 4:37
2. „Single“ – 3:48
3. „Metamorphosis“ – 4:03
4. „Electricity“ – 4:58
5. „Se a vida é (That’s the Way Life Is)“ – 4:00
6. „It Always Comes as a Surprise“ – 6:05
7. „A Red Letter Day“ – 5:10
8. „Up Against It“ – 4:16
9. „The Survivors“ – 4:30
10. „Before“ – 4:32
11. „To Step Aside“ – 3:48
12. „Saturday Night Forever“ – 3:59

### Bonus-CD der Special Edition
1. „Somewhere“ (Extended mix) – 10:53
2. „A Red Letter Day“ (Trouser Enthusiasts Autoerotic Decapitation mix) – 9:59
3. „To Step Aside“ (Brutal Bill mix) – 7:30
4. „Before“ (Love to Infinity Classic Paradise mix) – 7:56
5. „The Boy Who Couldn't Keep His Clothes On“ (Danny Tenaglia International Club mix) – 6:06
6. „Se a vida é“ (Pink Noise mix) – 5:37
7. „Discoteca“ (Trouser Enthusiasts Adventure Beyond the Stellar Empire mix) – 9:30

### Further Listening 1995–1997
1. „Paninaro ’95“ – 4:11
2. „In the Night“ (1995) – 4:18
3. „The Truck-driver and His Mate“ – 3:33
4. „Hit and Miss“ – 4:07
5. „How I Learned to Hate Rock 'n' Roll“ – 4:38
6. „Betrayed“ – 5:20
7. „Delusions of Grandeur“ – 5:04
8. „Discoteca“ (single version) – 5:14
9. „The Calm Before the Storm“ – 2:48
10. „Discoteca“ (new version) – 3:47
11. „The Boy Who Couldn’t Keep His Clothes On“ – 6:09
12. „A Red Letter Day“ (expanded single version) – 5:36
13. „The View from Your Balcony“ – 3:44
14. „Disco Potential“ – 4:07
15. „Somewhere“ (extended mix) – 10:55

## Rezeption

### Rezensionen
Stephen Thomas Erlewine von Allmusic vergab für Bilingual 3 von 5 Sternen. Er bezeichnete es als facettenreich, subtil und optimistisch.

### Charts und Chartplatzierungen
| ChartsChartplatzierungen       | Höchstplatzierung | Wochen |
| ------------------------------ | ----------------- | ------ |
| Deutschland (GfK)              | 7 (15 Wo.)        | 15     |
| Österreich (Ö3)                | 15 (10 Wo.)       | 10     |
| Schweiz (IFPI)                 | 11 (9 Wo.)        | 9      |
| Vereinigtes Königreich (OCC)   | 4 (12 Wo.)        | 12     |
| Vereinigte Staaten (Billboard) | 39 (6 Wo.)        | 6      |

| ChartsJahrescharts (1996) | Platzierung |
| ------------------------- | ----------- |
| Deutschland (GfK)         | 88          |